# Close to You (Film)
Close to You ist ein britisch-kanadischer Spielfilm aus dem Jahr 2023 von Dominic Savage, mit Elliot Page in der Hauptrolle. Es geht um die Geschichte eines trans Mannes, der sich auf einer Reise zu seiner Familie mit seiner Vergangenheit konfrontiert sieht und alte Gefühle neu einordnen muss. Dominic Savage und Elliot Page sind gemeinsam auch für die Stoffentwicklung und Produktion verantwortlich.

## Handlung
Sam lebt als trans Mann in Toronto. Er ist Untermieter im Haus seiner engen Freundin Emily. Nach mehreren Jahren der Abwesenheit will Sam seine Familie in Cobourg besuchen. Anlass ist der Geburtstag seines Vaters Jim. Im Zug nach Hause trifft er Katherine, seine Freundin aus der Highschool, die selbst mit Geistern aus der Vergangenheit kämpft – und für die Sam noch immer viel empfindet. Sam hat Angst vor dem Familientreffen, weil die Trennung damals nicht gut verlief. Er fürchtet mit aufgesetzter Akzeptanz umgehen zu müssen und hat keine Lust auf dumme Kommentare und neue Verletzungen. Megans Mann Paul zeigt sich dann auch deutlich ablehnend gegenüber Sam und sorgt im Laufe des Wochenendes für Provokationen.

## Produktion
Close to You hatte die Weltpremiere auf dem Toronto International Film Festival 2023 und kam am 16. August in Kanada ins Kino. Der Kinostart in Großbritannien war am 30. August 2024. In Deutschland wird Close to You von Salzgeber herausgebracht und war Teil des Queer Film Festivals 2024.

## Rezeption
Andreas Köhnemann gefällt in kino-zeit.de, dass sich der Film nicht damit begnügt, die diversen Irritationen, die Sams Anwesenheit auslöst, anzusprechen, um diese dann wohlwollend aus dem Weg zu räumen. Weder führt er Sams Familie vor, noch ist er an falschen versöhnlichen Tönen interessiert.
Oliver Kube bemerkt, dass es sich bei Close to You um kein klassisches Biopic handelt, obwohl es um das bewegte Leben von Elliot Page geht. Die von Page mitgeschriebene Story weise Parallelen zu seinem eigenen, auch emotionalen Werdegang auf.
Im Rahmen der deutschen Wiederaufführung 2024 stellt Luca Mael Milsch heraus, dass Close to You klare Worte dafür findet, dass trans Personen mehr verdienen als ein Mindestmaß an Respekt und familiärer Zugehörigkeit. Milsch stellt anerkennend heraus, dass Savage seine Protagonisten nicht alles dankbar stumm ertragen lässt, sondern dass dem Publikum ein Aufbegehren präsentiert wird.

## Festivals Auszeichnungen
- Toronto International Film Festival 2023
- CIFF Calgary 2023 Special jury Preis für Elliot Page[7]
- Vancouver Film Critics Circle 2023
- Queer Lisboa 2024
- Cinéfest Sudbury International Film Festival 2023[8]